# Parafia Najświętszej Maryi Panny Częstochowskiej w Brzezinach Łódzkich
Parafia Najświętszej Maryi Panny Częstochowskiej w Brzezinach – rzymskokatolicka parafia należąca do dekanatu brzezińskiego archidiecezji łódzkiej.
Parafia została erygowana dekretem arcybiskupa Władysława Ziółka z dnia 26 czerwca 2010 (wchodzącym w życie 1 lipca 2010) na obszarze o następujących granicach:
- od strony północnej: południowa granica parafii Wszystkich Świętych w Kołacinku
- od strony wschodniej: zachodnia granica parafii Wniebowzięcia NMP w Rogowie
- od strony południowej miejscowości: Helenówka, Bronowice, Sadowa i Przecław oraz ul. Składowa (strona północna) – od granicy wsi Kędziorki do ul. Dąbrowskiego, ul. Dąbrowskiego (strona wschodnia) – od ul. Składowej do ul. Sienkiewicza, ul Sienkiewicza (strona północna) – od ul. Dąbrowskiego do ul. Modrzewskiego
- od strony zachodniej: ul. Modrzewskiego (obie strony) – od ul. Sienkiewicza do ul. Wojska Polskiego, ul. Wojska Polskiego (strona wschodnia) – od ul. Modrzewskiego do granic miasta, Droga wojewódzka nr 704 (obie strony) – od granicy miasta do granicy z par. w Kołacinku.

Do czasu wybudowania kościoła wierni będą korzystać z tymczasowej kaplicy.

## Grupy parafialne
- Oaza Domowego Kościoła
- Oaza dzieci i młodzieży
- Asysta parafialna
- Liturgiczna Służba Ołtarza